# Volkswagen K 70
O  K 70  é um sedã produzido pela NSU e pela Volkswagen. O K70, iniciou sua fabricação no ano de 1969 e terminou em 1974, resultando 5 anos de muitas vendas.
Projetado pelo engenheiro-chefe da NSU, Ewald Praxl, e estilizado por Claus Luthe como um sedã de quatro portas (e uma perua de cinco portas) para complementar o NSU Ro80, o K70 se tornaria o primeiro Volkswagen com motor dianteiro, refrigeração a água e tração dianteira. Concorrendo com o 411/412 da VW e o 100 da Audi, o K70 acabou sendo vendido apenas como um sedã, com 211.127 exemplares fabricados para os anos-modelo 1970-1975.
O K70 manteve a convenção de nomenclatura da NSU, introduzida com o Ro 80 - com K denotando a palavra alemã Kolben (pistão) e 70 designando uma potência do motor de 70 PS (51 kW; 69 hp).